# Zentralpost Klaipėda
Die Zentralpost Klaipėda (lit. Klaipėdos centrinis paštas, deutsch ehemals Hauptpostamt Memel) ist ein historisches Postgebäude in der litauischen Hafenstadt Klaipėda, Liepų gatvė 16, an der Ostsee. Das Gebäude wurde 1893 ursprünglich für die Deutsche Reichspost im damaligen Ostpreußen errichtet. Es gehörte bis 2019 dem nationalen litauischen Postunternehmen AB Lietuvos paštas.

## Geschichte
Nach dem Bau der Festung Memelburg bzw. der Stadt Memel ab 1250 durch den Deutschen Orden, wurde das Memelland ab 1328 dem Ordensstaat zugeteilt. Im Vertrag von Melnosee erfolgte 1422 eine Grenzziehung zu Litauen, die 500 Jahre Bestand hatte.
Die Handels- und Seestadt Memel war schon seit langem ein wichtiger Punkt der Postrouten. Im Jahr 1718 wurde die Postkutschenlinie von Tilsit nach Memel und etwas später von Königsberg über die Kurische Nehrung nach Memel betrieben. Fünf Jahre später kam die Postlinie Memel-Riga-Reval (Tallinn)-Sankt Petersburg hinzu. 1855 wurde die erste Telegraphen-Strecke von Tilsit nach Memel in Betrieb genommen. Direkt am Ufer der Dange neben dem Börsengebäude befand sich seit 1874 das Alte Postamt (beide Gebäude wurden durch die Bombardements 1944 zerstört). Am 22. Oktober 1888 wurde das erste Telefon in Memel eingeführt und die Stadt wurde an das Telegraphen-Netz angeschlossen.
Die ehemalige Lindenallee bildete sich im 17. Jahrhundert am rechten Ufer der Danė/Dange heraus. Die Straße wurde erst später durch den lokalen Adel und Kaufleute populär, die sich hier niederließen. Hier findet man viele Gebäude, die in unterschiedlichen Stilen gebaut wurden. Von Jugendstil bis Neugotisch ist alles dabei.
Das um 1790 gebaute Haus Alexanderstraße 5/6 gehörte dem Großkaufmann und Reeder Johann Georg Argelander, danach hat es der Kaufmann E. Rußlis erworben, von dessen Nachfolger hat es im Jahr 1841 der Staat als Landratsamt übernommen und dort 1866 den Landespostdienst unter Postdirektor J.G. Milstrich gegründet. Im Jahr 1888 wurde dieses historische Haus abgerissen. An dieser Stelle wurde das neue Postgebäude gebaut und am 16. Oktober 1893 feierlich eröffnet. Zur festlichen Eröffnungsfeier des nördlichsten Post- und Telegraphengebäudes Deutschlands war der StS Heinrich von Stephan anwesend und hatten sich die wichtigen Staatsdiener, Händler, Kaufleute und Postbeamte versammelt. Aus diesem Anlass wurde ein umfangreiches festliches Blatt herausgegeben.
Weitere Postdirektoren waren 1898 Schärffenberg, 1909 M. Jaeger, 1929 Jonas Augunas, 1935 Rapolas Aukštuolis, 1942 Postamtmann Gustav Backe.

## Gebäude
Das Gebäude aus roten Backstein-Ziegeln in der Liepų gatvė 16 (dt. ehemals Alexanderstraße) gilt als eines der sehenswertesten architektonischen Denkmäler in der Stadt. Im gegenwärtigen Postensemble gibt es Neugotik, Klassizismus und Jugendstil, wobei die Neogotik vorherrscht. 2017 plante man das teilweise leerstehende Postgebäude zu verkaufen. Der Wert betrug 1,57 Mio. Euro (2017). Die Fläche des Gebäudes beträgt dreitausend Quadratmeter, wovon nur rund 1400 Quadratmeter genutzt wurden. Im Jahr 2019 wurde das Postamt geräumt. Am 4. Mai 2022 ist der Komplex in die Liste der historischen, archäologischen und kulturellen Objekte von nationaler Bedeutung (ID-Code 24819) aufgenommen worden.

## Glockenturm
Das größte in Litauen, das Carillon Klaipėda, wurde am 13. November 1987 im Turm der Zentralpost montiert. Das war ein von der Peter Schilling Glockengießerei Apolda hergestelltes und eingerichtetes Instrument.
Das neue Glockenspiel wurde im Jahr 2006 in Holland, in der Glockengießerei Royal Eijsbauts hergestellt. Das Carillon besteht aus 48 Glocken, deren Klang vier Oktaven umfasst.
Am 17. September 2006 war das letzte Konzert des alten Glockenspiels. Dann wurden die Glocken abmontiert und die Montagearbeiten des neuen der Firma „Royal Eijsbauts“ (Holland) wurden ausgeführt.
Zum ersten Mal erklangen die neuen Glocken zu Weihnachten 2006. Das Glockenspiel kann man jeden Samstag und Sonntag um 12 Uhr in nebenan befindendem Hof der Uhrenmuseums anhören.
Bildergalerie

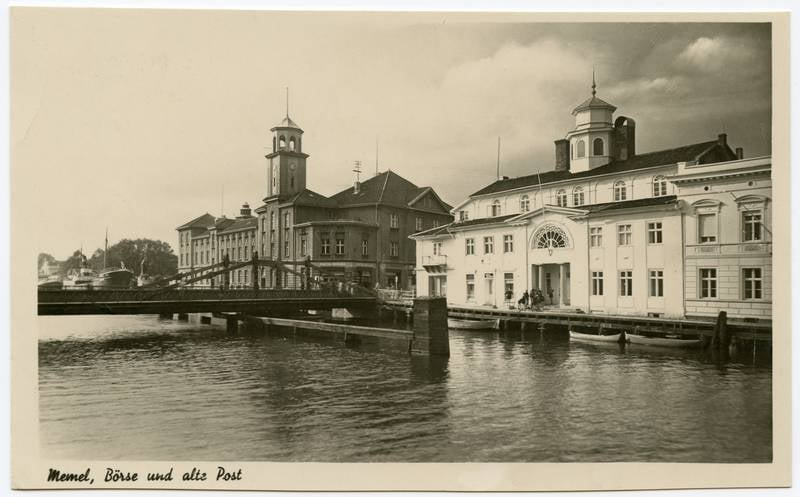
Börse und Alte Post um 1920
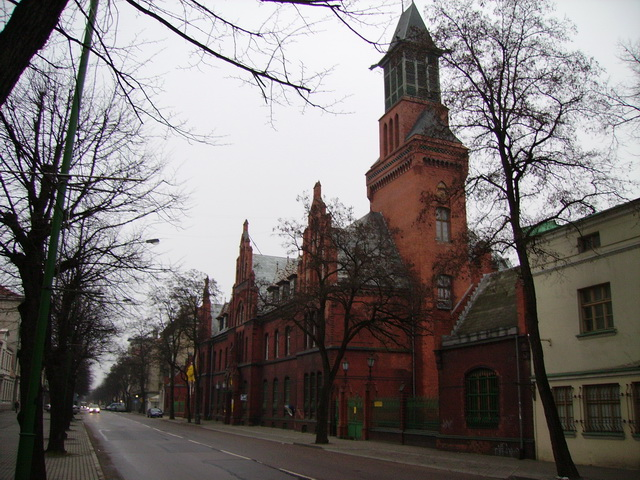
Zentralpost Klaipėda, 2006
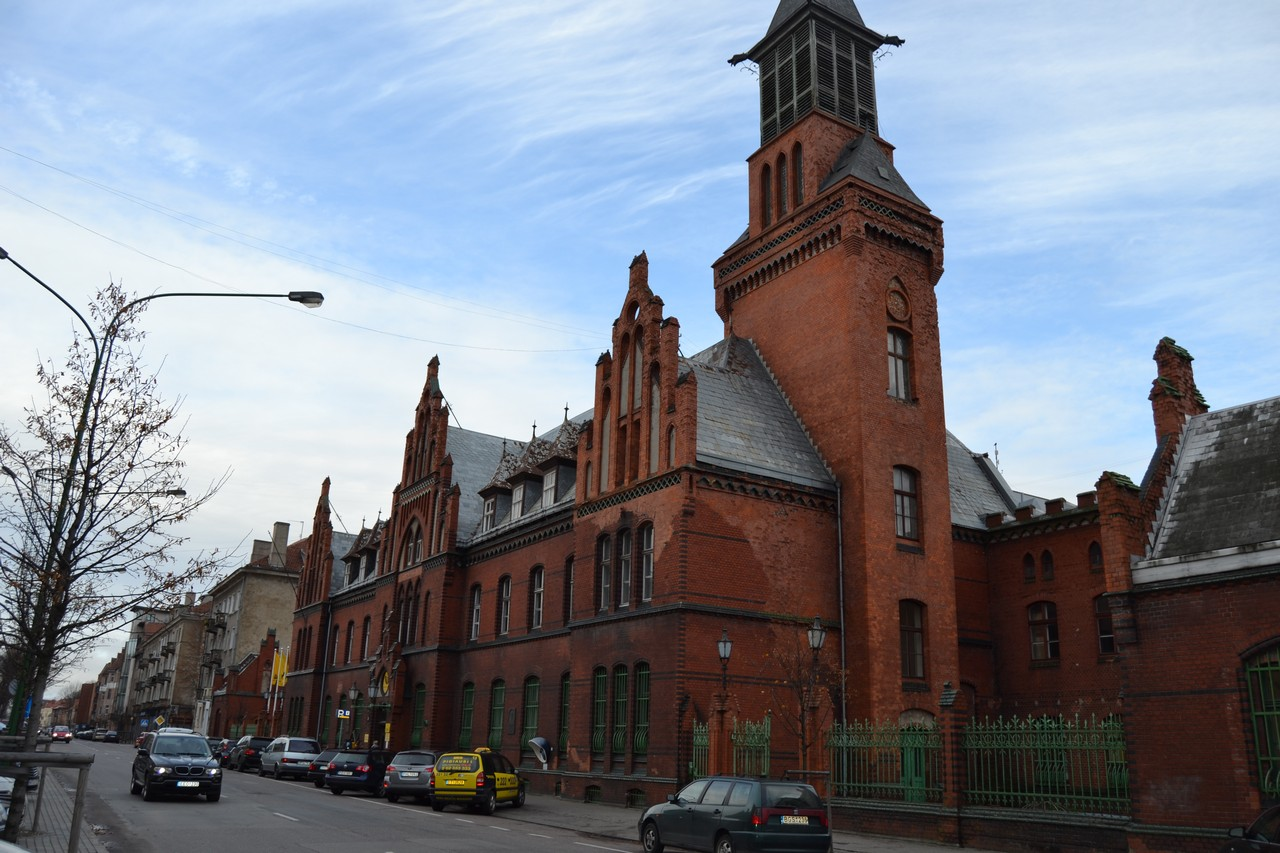
Zentralpost Klaipėda, 2015
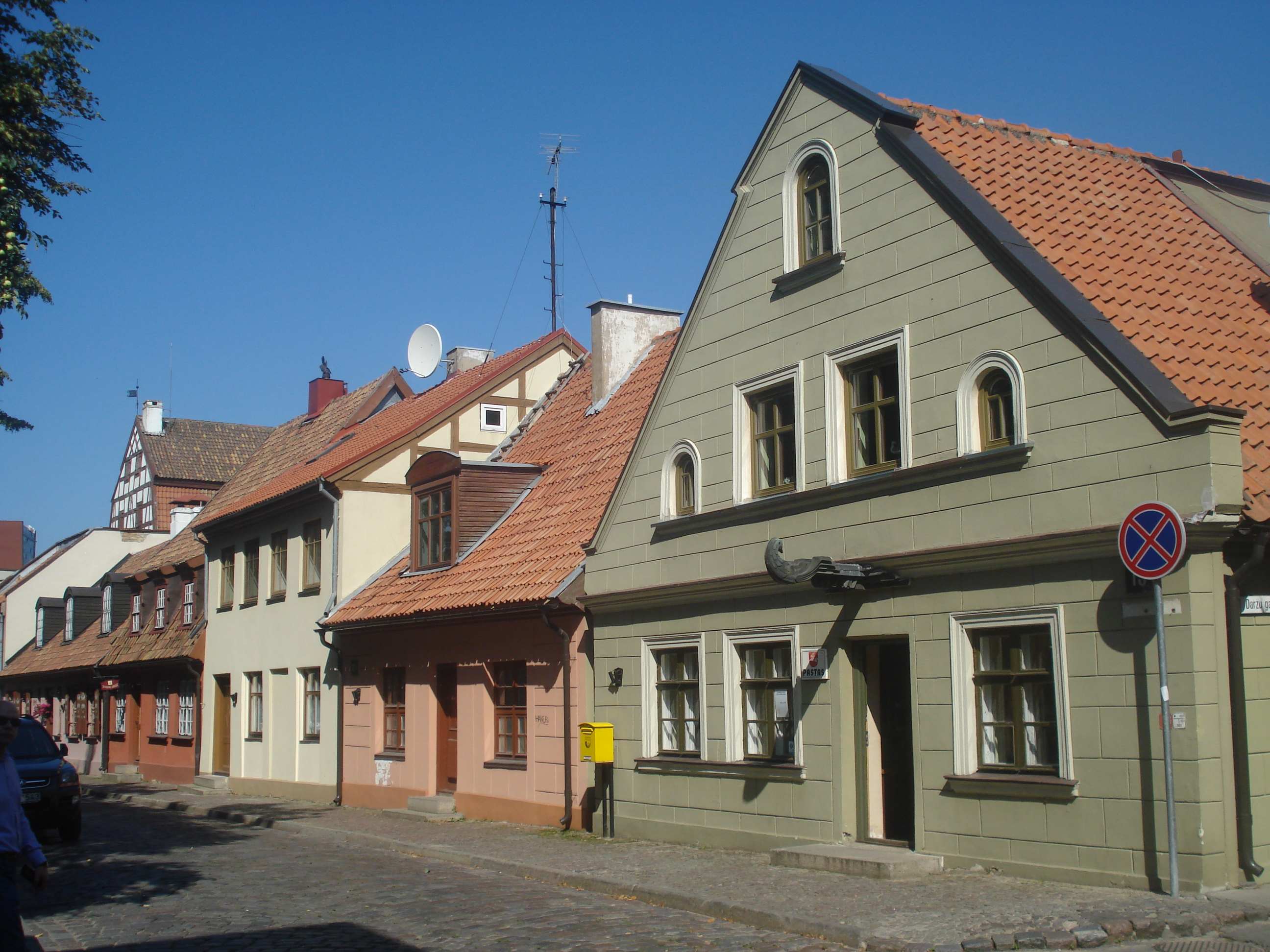
Post-Filiale, Aukštoji Str., Klaipėda, 2011
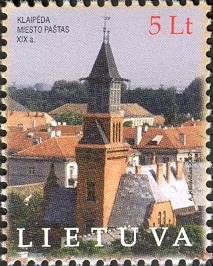
Postamt Klaipėda, 2002

## Sonstiges
Eine philatelistische Würdigung erfolgte mit der Abbildung des Postamtes bei der Ausgabe einer Briefmarke 2002.